# I Ching
El I Ching, Yijing o I King (en chino tradicional: 易經; en chino simplificado: 易经; en pinyin: yì jīng) es un libro oracular chino cuyos primeros textos se suponen escritos hacia el 1200 a. C.
Es uno de los Cinco Clásicos confucianos.
El término i ching significa ‘libro de las mutaciones’. El texto fue aumentado durante la dinastía Zhou y posteriormente por comentaristas de la escuela de Confucio, pero su contenido original es de procedencia taoísta y no confucianista. Se cree que describe o interpreta la situación presente de quien lo consulta y aconseja el modo en que se puede resolver el futuro si se adopta ante él la posición correcta. Es un libro oracular, sapiencial y moral, a la vez que por su estructura y simbología es un libro filosófico y cosmogónico.

## Fundamentación
La filosofía del I Ching supone un universo regido por el principio del cambio y la relación dialéctica entre los opuestos. Nunca presenta una situación en la que no esté incluido el principio contrario al rector del signo, que conducirá a un nuevo estado. Los cambios se suceden de manera cíclica, como las estaciones del año, lo cual muestra claramente el concepto taoísta del yin y yang.
En su aspecto cosmogónico, el I Ching describe un universo en el que la energía creadora proviene del cielo, en tanto la tierra es receptora y fecundadora de esa energía primaria.
En cierto modo el I Ching considera el cambio como la única realidad existente, el ser. En Occidente se identifica el ser con aquello que mantiene unidas la forma (principio inmaterial) y la materia (principio material) y le da la virtud formal a la forma. Para el I Ching, la materia es sólo una manifestación pasajera de un principio más profundo.
Los comentarios de Zhou y principalmente los de la escuela confuciana añaden un principio moral que debe presidir la conducta del sujeto que aspire a ser «noble». Esta filosofía moral se inspira en la naturaleza y las formas en que ésta procede, de manera que las figuras del I Ching encuentran su correlato en la vida política y se comportan como metáforas de la conducta correcta.
En el I Ching se advierte un sistema de numeración binario, a la vez geométrico y aritmético, en el que una línea continua es a la vez todos los números impares, y una quebrada, los pares. Los trazos de los hexagramas se construyen de abajo arriba, al contrario de la escritura china posterior, que se construye de arriba abajo.

## Historia

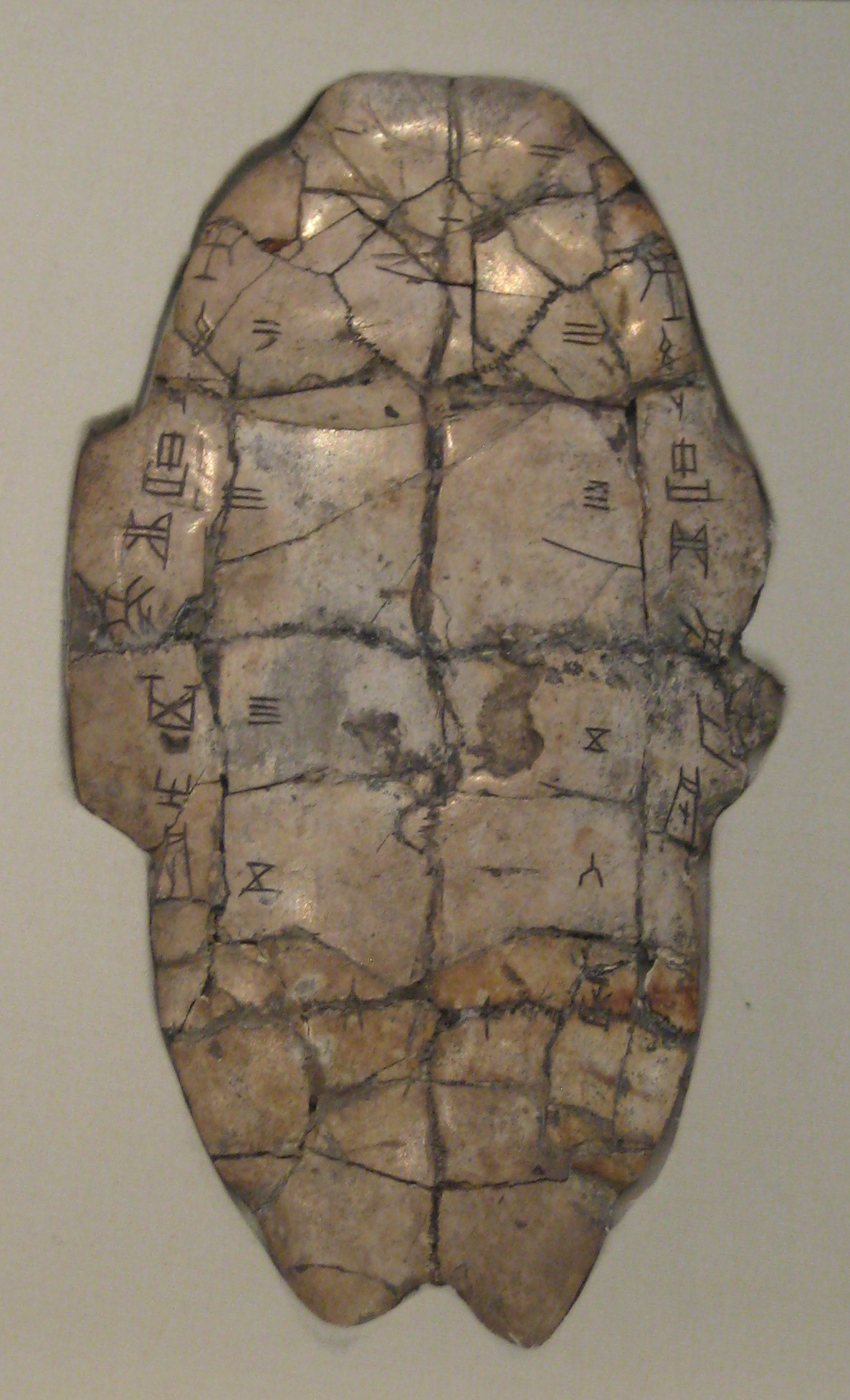
Un caparazón de tortuga oracular con antiguos escritos oraculares chinos inscritos en él.

Antes de que se escribieran los primeros comentarios del I Ching durante la dinastía Zhou (entre el siglo X y el III a. C.), era una práctica frecuente en la corte y en la clase ilustrada consultar el futuro mediante tallos de milenrama (o aquilea). Desde esa época existían imágenes asignadas al resultado de la consulta.
El núcleo del I Ching es un texto de adivinación de Zhou occidental llamado los Cambios de Zhou (chino: 周易; pinyin: Zhōuyì).
El texto se debe de haber compuesto en su forma actual aproximada hacia el siglo IV a. C.
Basándose en una comparación del lenguaje del Zhouyi con inscripciones de bronce fechadas mediante la arqueología, el sinólogo estadounidense Edward Shaughnessy (1952-) fechó la compilación en su forma actual durante las primeras décadas del reinado del rey Xuan de Zhou (quien gobernó entre el 827 y el 782 a. C.).
Una copia del texto en el corpus de tablillas de bambú y madera del Museo de Shanghái (descubierto en 1994) muestra que el yi de Zhou se utilizaba en todos los niveles de la sociedad china en su forma actual hacia el 300 a. C., pero aún contenía pequeñas variaciones en fecha tan tardía como el período de los Reinos Combatientes (entre el 475 y el 221 a. C.).
La mitología china afirma que el I Ching surgió de las enseñanzas del mítico emperador Fu-Hi, mitad hombre y mitad serpiente, a quien se atribuye la creación de la humanidad, y la invención de la caza, la pesca, la música y la escritura. Se afirma que Fu-Hi aprendió los trigramas del I Ching de su lectura del mapa del río Amarillo, que vio en el lomo de un dragón que surgió del río.
El rey Wen de Zhou y su hijo, el duque de Zhou.
En el siglo V a. C., seguidores de Confucio influyeron en la interpretación del I Ching.
A esos textos se adicionaron comentarios de hechiceros y de la escuela del yin-yang, que en épocas recientes fueron descartados por los estudiosos.
Aunque, en rigor, la lectura mediante el sistema del yin y el yang (principio femenino y principio masculino) es posible, los estudiosos prefirieron no tenerla en cuenta, para conservar la pureza arcaica del libro. Con el mismo criterio se pueden descartar los comentarios confucianos, pero la autoridad de Confucio es muy fuerte en la cultura china como para pasarlos por alto.
A mediados del siglo XVII, el sacerdote jesuita alemán Athanasius Kircher (1602-1680) obtuvo una tabla con los signos del I Ching pero, completamente ignorante de su sentido original, los interpretó como una forma de lenguaje abstracto universal.
En el siglo XIX el libro se hizo reconocido en Europa, con sus consiguientes intentos de traducción (por ejemplo la de Charles Joseph de Harlez, publicada en Bruselas en 1889).
La relativa difusión de su obra propagó el conocimiento del I Ching en Occidente, pero desde una perspectiva esotérica que distorsionaba su significado. Por tanto, se suele afirmar que esta práctica fue desconocida en Europa hasta hace poco más de un siglo.
Uno de los mayores especialistas occidentales en el I Ching fue el misionero cristiano y sinólogo alemán Richard Wilhelm (1873-1930), quien publicó una versión del libro en 1923.
Una nueva versión, publicada en 1948, llevaba un prólogo del psiquiatra suizo Carl Gustav Jung, autor de la teoría del inconsciente colectivo. La versión de Wilhelm presenta el libro en tres grandes secciones, con los textos más antiguos en la primera y reservando la segunda y la tercera para Las diez alas o comentarios de la escuela confuciana. Esta traducción alemana fue a su vez traducida en 1949 al inglés y en 1950 al italiano.
Al margen de las numerosas leyendas que existen en torno al origen del I Ching, los únicos datos fiables, lo sitúan hacia el siglo IX a. C., cuando el rey Wen, desarrolló un sistema de ideas basado en 64 hexagramas, al que llamó I, que se traduce por lagarto y también por fácil, y que simboliza la rapidez y la facilidad en el cambio.
Tras la muerte del rey Wen, su hijo el duque de Zhou continuó el desarrollo del sistema de ideas elaborado por su padre, e introdujo el concepto de relación entre los opuestos y de «acción y reacción», definiendo las 6 líneas de cada uno de los hexagramas.
Por tanto, no es hasta el siglo VIII a. C. cuando definitivamente surge el Chou Í o Los cambios de Chou, libro compuesto por los 64 hexagramas y sus correspondientes líneas.
A partir de este momento, el Chou I comienza a ser cada vez más conocido y su uso se extiende tanto con fines adivinatorios, como éticos y filosóficos.
Posteriormente, en torno al siglo VI a. C. surgen dos de las principales corrientes de pensamiento de la cultura china, representadas por:
1. Lao-Tsé, autor del Tao Te King, principal texto de la filosofía taoísta, y
2. Confucio, que proponía la ética y la moral como las vías más eficaces para alcanzar el bienestar humano y social.

Entre los siglos V y III a. C., el confucianismo comienza a extenderse a todos los niveles sociales y se establecen numerosas escuelas de seguidores de sus ideas.
Durante los siglos III y II1a, algunos miembros de las escuelas de Confucio, escribieron una serie de textos, tratados o apéndices que se conocen como Las Diez Alas, y que contienen aportaciones sobre la interpretación de los hexagramas del rey Wen, de las líneas del duque de Chou, de la simbología y las imágenes, del concepto del cambio, de los triagramas, de la secuencia de los hexagramas y de su asociación por pares.
Finalmente, al unir el Chou Í (‘los cambios de Chou’) junto con los textos o tratados que forman Las Diez Alas, es cuando surge el I Ching (o ‘libro de los cambios’) tal y como lo conocemos en la actualidad.

## Usos

Los 64 hexagramas del I Ching.

Experimentar el I Ching es intentar comprender cómo se generan y se producen los cambios en nuestras circunstancias y en nosotros mismos. Este milenario tratado de leyes universales, cuyo origen se remonta a más de 3000 años de antigüedad, nos indica la dirección natural o de menor resistencia al cambio que presenta la situación en la que nos encontramos.
La posibilidad de descubrir y desenmascarar las contradicciones que se esconden tras las apariencias y llegar a comprender los cambios que se producen en nuestra vida, es principalmente lo que nos ofrece el I Ching a través de la estructura de ideas representadas en los diferentes símbolos y hexagramas y de las relaciones que se establecen entre las mismas.
Si consiguiésemos comprender de antemano las posibles consecuencias de una determinada idea, palabra, hecho o actitud, algunos podrían creer que están adivinando el futuro, aunque realmente, se trataría de una simple previsión, resultado de la comprensión de la relación que existe entre los acontecimientos.

## Medios de consulta

### Tallos de milenrama
Se utilizan 50 varillas de milenrama o aquilea, dejando una aparte se van dividiendo de una manera determinada en grupos las demás. Es un sistema que asegura que solo intervendrá la energía del consultante. La división al azar y el recuento de los tallos era una compleja operación que se reducía a números, los que a su vez representaban líneas quebradas o líneas enteras, según fueran pares o impares.

### Monedas

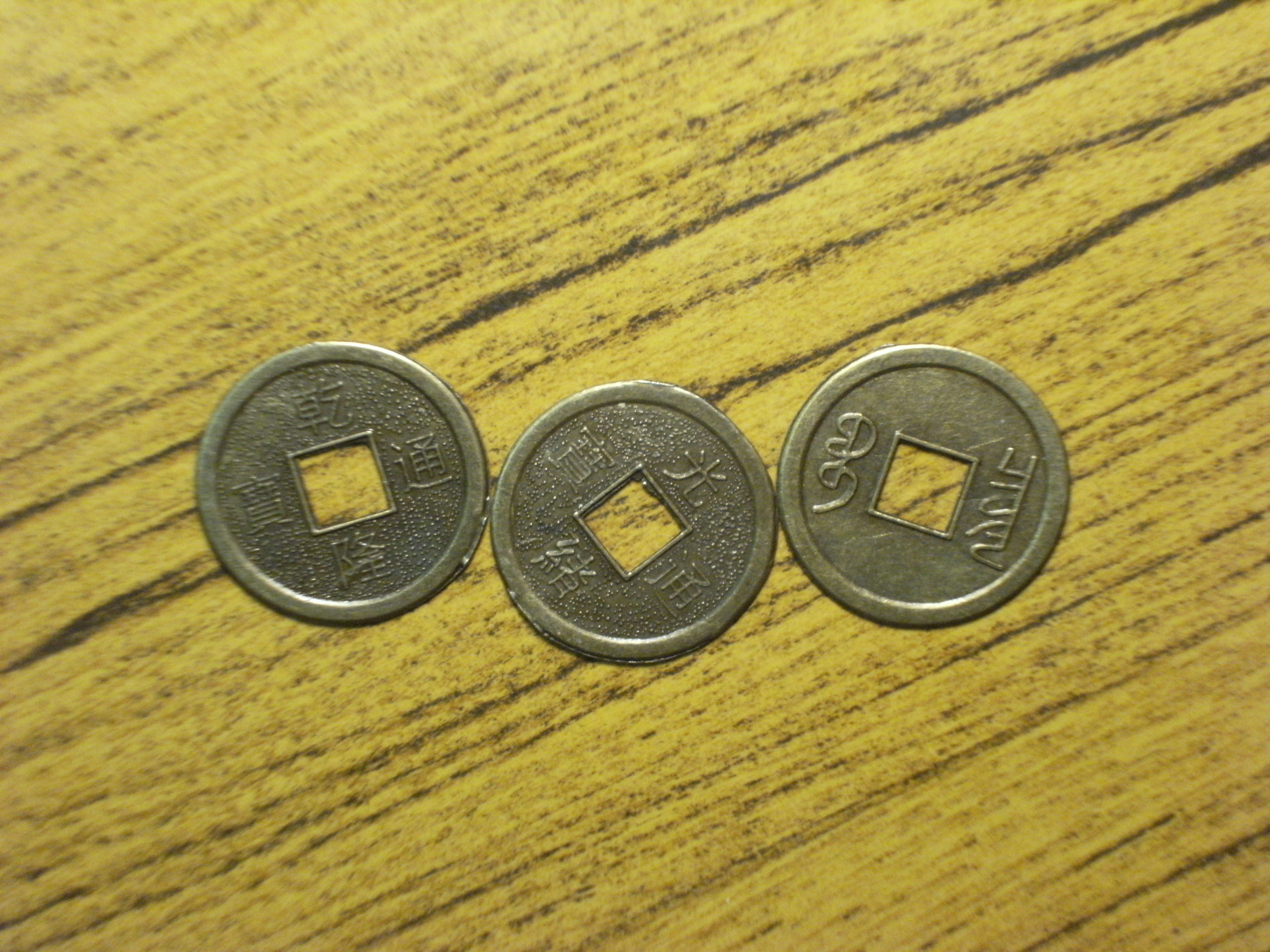
Tres monedas chinas. Las dos primeras de la izquierda están en Yang y la última en Yin.

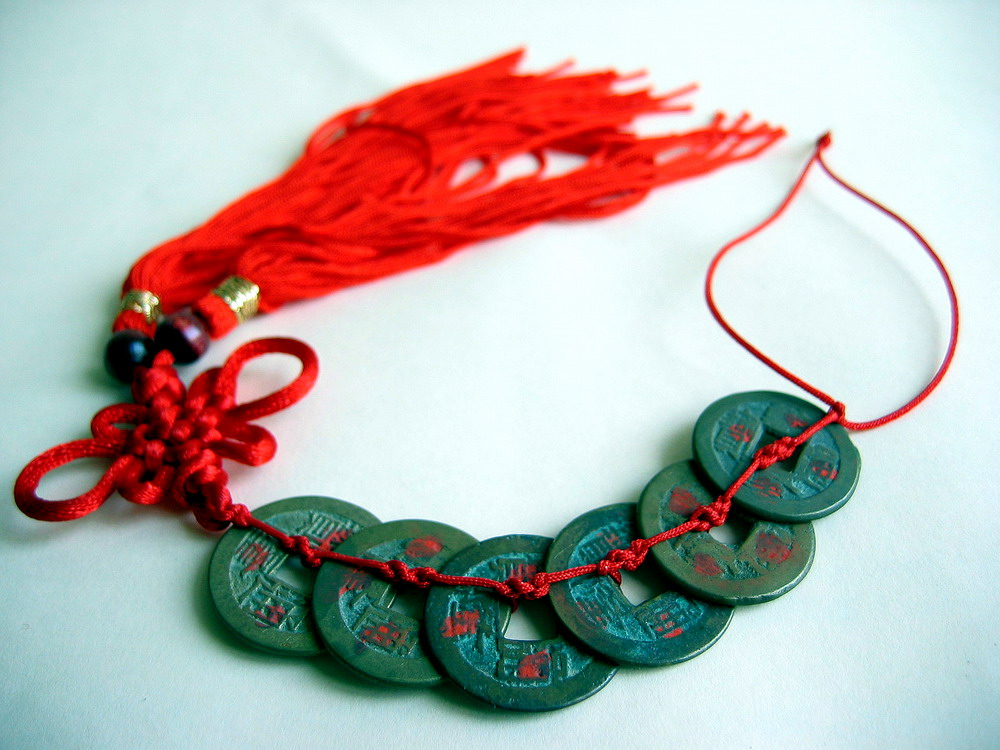
Seis monedas chinas.

Ya que el método de los tallos de aquilea es lento y exige cierta destreza manual, es posible utilizar un sistema consistente en la tirada simultánea de tres monedas. Las monedas pueden ser de cualquier tipo, preferiblemente unas del mismo tamaño y valor, y de curso actual. Una vez elegidas las monedas se aconseja usar siempre las mismas, y usarlas individual y personalmente.

#### Monedas chinas
La consulta mediante el uso de monedas chinas adquiere una connotación especial por su simbólica conexión ancestral. Estas son redondas, con un agujero cuadrado en el centro. La circularidad representa el principio creativo del yang (Ch'en o Cielo), mientras que el orificio cuadrado simboliza el principio del yin, el espacio limitado de la Tierra receptiva (K'un). Cada lado de las monedas tiene asignado un valor estático, de forma que al sumar los de las tres monedas lanzadas se obtiene un sumatorio total que oscila entre seis y nueve, y así se determina si el trazo de la línea del hexagrama es yang (impar, línea continua) o yin (par, línea quebrada).
En las monedas chinas el lado que tiene más grabados o ideogramas, normalmente cuatro, es el valor Yang o lado positivo (valor tres), y el que tiene dos ideogramas es Yin o lado negativo (valor dos). Originalmente uno de los dos lados de las monedas no tenía caracteres, pero en la dinastía Man Ch'ing se introdujeron dos, denominados caracteres Man Chou o Manchú. Este corresponde con el lado de valor par, el lado yin o negativo. Los cuatro ideogramas de la cara de la moneda también representan las cuatro estaciones del año, considerados la unidad.
Tradicionalmente las monedas eran purificadas y bendecidas, para luego ser conservadas en un lugar alto como una repisa o altillo por encima del hombro, y sólo se movían para realizar la consulta.

#### Ejemplo de una tirada y su notación
Si no se dispone de monedas chinas, se puede utilizar 3 monedas convencionales asignando un valor 3 (Yang) a la cara y un valor 2 (Yin) a la cruz. Para orientarse en la decisión puede ser útil saber que el sol de una moneda puede ser el Yang, una casa es Yin, una cara masculina es Yang, una femenina Yin, etc.
De este modo surgen ocho posibles resultados para cada tirada, sumando los citados valores, son:
- 2+2+2 = 6, línea yin mutable o "gran yin" (—X—)
- 2+2+3 / 2+3+2 / 3+2+2 = 7, línea yang (———)
- 2+3+3 / 3+2+3 / 3+3+2 = 8, línea yin (— —)
- 3+3+3 = 9, línea yang mutable o "gran yang" (—θ—)

Cuando la suma de los valores de las tres monedas es impar (7 y 9) se dibuja una línea entera y si es par (6 y 8) una línea partida. Cada línea obtenida se escribe de abajo arriba, una por encima de la otra. La tirada se repite seis veces, es decir, se escriben 6 líneas de las cuales surge un hexagrama.
Las líneas mutables del hexagrama (Gran Yin y Gran Yang -las líneas 6 y 9-) deben ser marcadas con una tilde si se desea hallar también el hexagrama complementario.
Para obtenerlo, al lado del hexagrama principal se vuelven a escribir los valores fijos (7 y 8) en su respectivo orden y se cambian a su opuesto solo las líneas Yin y Yang mutables (las que son 6 y 9).
Luego se busca el número de cada hexagrama (principal y complementario) en una tabla de doble entrada como las que se encuentran al final de este artículo, según los trigramas superior (las 3 líneas de arriba) e inferior (las 3 de abajo), obteniendo así el hexagrama final con sus respectivas líneas móviles para su consulta en un libro de I Ching que disponga de los 64 hexagramas y sus sentencias.

### Otros medios
Jing Fang (77-37 a. C.), tras años de investigación del I Ching y sus teorías, estableció una correspondencia entre las líneas de los 64 hexagramas y el antiguo sistema del calendario chino. En ese calendario, a cada día se le asigna uno de los diez troncos celestes y una de las doce ramas terrestres, y el ciclo se repite cada sesenta días. El sistema propio de Jing Fang asigna estos mismos valores a cada línea de cada hexagrama, aunque no en el mismo orden. Las doce ramas y los diez troncos tienen relación con las cinco fases, o Wu Xing, por los que se establecen todo tipo de complejas relaciones al interpretar los hexagramas.
Posteriormente, Shao Yung (1011-1077 d. C.) ideó un método por el que se pueden obtener los hexagramas de consulta a base del mismo calendario, denominado Mei Hua Yi Shu.
En la actualidad este sistema es conocido como Wen Wang Gua, y es muy común entre los consultores profesionales del I-Ching en el sureste asiático (Hong Kong y Taiwán).

## Estructura de interpretación
El texto del I Ching es una agrupación de declaraciones oraculares representados por 64 conjuntos de seis líneas llamados hexagramas (卦 guà). Cada hexagrama es una figura compuesta de seis líneas horizontales apiladas (爻 yáo). Cada línea es Yang (línea ininterrumpida o sólida ), o Yin (línea abierta, rota o quebrada con un hueco en el centro). Con seis de estas líneas apiladas de abajo arriba hay 26 o 64 combinaciones posibles, y por lo tanto 64 hexagramas.
Los hexagramas constan de un doble conjunto de tres líneas llamados trigramas. Hay 23 posibilidades, por lo tanto, 8 trigramas posibles. La opinión tradicional admite que los hexagramas fueron desarrollados posteriormente, resultado de la combinación de dos trigramas.
Sin embargo, en las primeras pruebas arqueológicas relevantes, aparecen grupos de símbolos numéricos en muchos bronces de Zhou occidental y unos pocos huesos oraculares en los reinos de Shang; en estos ya suelen aparecer en grupos de seis. Unos pocos se han encontrado en grupos de tres números, pero estos son algo posteriores. Los conjuntos numéricos son en gran medida anteriores a los grupos de líneas discontinuas y continuas, por lo que los eruditos modernos dudan de las atribuciones míticas iniciales del sistema hexagrama (Shaugnessy 1993).
Cuando un hexagrama se crea mediante uno de los procesos tradicionales de adivinación con el I Ching, cada línea de yin o yang se indicará fija (sin mutación) o en movimiento (línea con cambio o mutación). A veces a partir de las llamadas líneas antiguas o mutables, se recrea un segundo hexagrama mediante el cambio de líneas móviles a sus contrarias. Estas líneas van del número seis al nueve y se representan de la siguiente manera:
- Nueve es yang antiguo, una línea ininterrumpida (—θ—) mutable a yin joven, una línea discontinua (— —).
- Ocho es yin joven, una línea discontinua (— —) sin cambios.
- Siete es yang joven, una línea continua (———) sin cambios.
- Seis es yin antiguo, una línea discontinua (—X—) que muta a yang joven, una línea continua (———).

El método más antiguo para la formación de los hexagramas, el método de los tallos de milenrama, fue sustituida gradualmente por el método de las tres monedas durante la dinastía Han. Con el método de las monedas, la probabilidad de que se dé valor yin o yang es igual, mientras que con el método de tallos de milenramas recreado por Zhu Xi (1130-1200), la probabilidad de que aparezca yang antiguo es tres veces mayor a que aparezca yin antiguo.
A lo largo del tiempo han existido varias disposiciones de los trigramas y hexagramas. Los trigramas adoptan una disposición circular, tradicionalmente impresos en un espejo, o en un disco. Según la leyenda, Fu Xi encontró el ba gua en las escamas de una tortuga. 
La secuencia del Rey Wen es la forma tradicional (clásica), en la que se disponen los hexagramas usados en la mayoría de ediciones contemporáneas del I Ching.

### Trigramas
Tres líneas trazadas sobre papel constituyen un trigrama. El trigrama tiene asociados toda una variedad de significados, en la tabla se resumen los más usuales.
| Nombre | Nombre | Nombre           | Cualidad    | Imagen         | Familia      |
| ------ | ------ | ---------------- | ----------- | -------------- | ------------ |
|        | ch’ien | lo creativo      | fuerte      | cielo          | padre        |
|        | kun    | lo receptivo     | abnegado    | tierra         | madre        |
|        | chen   | lo suscitativo   | movilizante | trueno         | primer hijo  |
|        | kan    | lo abismal       | peligroso   | agua           | segundo hijo |
|        | ken    | el aquietamiento | quieto      | montaña        | tercer hijo  |
|        | sun    | lo suave         | penetrante  | viento, madera | primera hija |
|        | li     | lo adherente     | luminoso    | fuego          | segunda hija |
|        | tui    | lo sereno        | regocijante | lago           | tercera hija |

Debemos continuar con las hojas de milenrama o tirando las monedas hasta conseguir dos trigramas, uno sobre otro. Estos dos trigramas constituyen un hexagrama.

### Hexagramas
Combinando los ocho trigramas básicos se forman los 64 hexagramas.
Una vez se han obtenido los dos trigramas, se busca el número que resulta de la combinación de ambos en el orden correcto. La columna de la izquierda representa el primer trigrama, el de la parte inferior en el hexagrama; por otro lado la fila de arriba representa el segundo trigrama que en el hexagrama está situado en la parte superior (La formación de los trigramas y del hexagrama es desde abajo arriba). Este número nos lleva al hexagrama concreto formado por ambos trigramas, y a partir del cual se obtendrá la interpretación de la respuesta del oráculo.
|  |    |    |    |    |    |    |    |    |
|  | 1  | 11 | 34 | 5  | 26 | 9  | 14 | 43 |
|  | 12 | 2  | 16 | 8  | 23 | 20 | 35 | 45 |
|  | 25 | 24 | 51 | 3  | 27 | 42 | 21 | 17 |
|  | 6  | 7  | 40 | 29 | 4  | 59 | 64 | 47 |
|  | 33 | 15 | 62 | 39 | 52 | 53 | 56 | 31 |
|  | 44 | 46 | 32 | 48 | 18 | 57 | 50 | 28 |
|  | 13 | 36 | 55 | 63 | 22 | 37 | 30 | 49 |
|  | 10 | 19 | 54 | 60 | 41 | 61 | 38 | 58 |

 Una imagen más completa de los 64 hexagramas puede contemplarse en la siguiente tabla:
| 坤（地）    | 艮（山）    | 坎（水）    | 巽（風）    | 震（雷）    | 離（火）    | 兌（泽）    | 乾（天）    | ←上卦 ↓下卦 |
| ----------- | ----------- | ----------- | ----------- | ----------- | ----------- | ----------- | ----------- | ----------- |
| 11.地天泰   | 26.山天大畜 | 5.水天需    | 9.風天小畜  | 34.雷天大壮 | 14.火天大有 | 43.泽天夬   | 1.乾為天    | 乾（天）    |
| 19.地泽臨   | 41.山泽損   | 60.水泽節   | 61.風泽中孚 | 54.雷泽归妹 | 38.火泽睽   | 58.兌為泽   | 10.天泽履   | 兌（泽）    |
| 36.地火明夷 | 22.山火賁   | 63.水火既济 | 37.風火家人 | 55.雷火豊   | 30.離為火   | 49.泽火革   | 13.天火同人 | 離（火）    |
| 24.地雷復   | 27.山雷頤   | 3.水雷屯    | 42.風雷益   | 51.震為雷   | 21.火雷噬嗑 | 17.泽雷随   | 25.天雷无妄 | 震（雷）    |
| 46.地風升   | 18.山風蠱   | 48.水風井   | 57.巽為風   | 32.雷風恒   | 50.火風鼎   | 28.泽風大過 | 44.天風姤   | 巽（風）    |
| 7.地水師    | 4.山水蒙    | 29.坎為水   | 59.風水渙   | 40.雷水解   | 64.火水未济 | 47.泽水困   | 6.天水訟    | 坎（水）    |
| 15.地山謙   | 52.艮為山   | 39.水山蹇   | 53.風山漸   | 62.雷山小過 | 56.火山旅   | 31.泽山咸   | 33.天山遯   | 艮（山）    |
| 2.坤為地    | 23.山地剥   | 8.水地比    | 20.風地观   | 16.雷地豫   | 35.火地晋   | 45.泽地萃   | 12.天地否   | 坤（地）    |

## Ediciones en español
- I Ching. El libro de los cambios. El proyecto del I Ching de Eranos. Traducción directa del chino por Rudolf Ritsema, Shantena Augusto Sabbadini y Cruz Mañas Peñalver, colección Luz de Oriente, cartoné, 1036 páginas. Editorial Cántico, Almuzara Libros. 2022. ISBN 978-84-19387-04-2.[11][12]
- Vila, Jordi & Galvany, Albert (2019). Yijing. El libro de los cambios. Con el comentario de Wang Bi. Segunda versión directa del chino al español. Cuarta edición. Vilaür: Ediciones Atalanta. ISBN 978-84-934625-9-8.
- García-Noblejas, Gabriel (2017). I Ching. Primera reimpresión 2018. Madrid: Alianza Editorial. ISBN 978-84-9104-703-2.
- Wilhelm, Richard (1960). I Ching. El libro de las mutaciones. Traducción de D. J. Vogelmann. Prólogo de Carl Gustav Jung. Barcelona: Edhasa. ISBN 978-84-350-1902-6.
- – (1976). I Ching. El libro de los cambios. Traducción de Helena Jacoby de Hoffmann. Prólogo de Richard Wilhelm. Santiago de Chile: Colección Cuatro Vientos. Gaia Ediciones. ISBN 978-8484451648.
- Elorduy, Carmelo (1983). El libro de los cambios (I Ching). Primera versión directa del chino al español. Madrid: Editora Nacional. ISBN 978-84-276-0643-2.